# Dimítris Papaïoánnou (chorégraphe)
Pour les articles homonymes, voir Dimítris Papaïoánnou et Papaioannou.
Dimítris Papaïoánnou (en grec moderne : Δημήτρης Παπαϊωάννου, née le 21 juin 1964) est un chorégraphe grec. Il a mis en scène les cérémonies d'ouverture et de clôture des Jeux olympiques d'été de 2004 à Athènes.
Diplômé de l'École des beaux-arts d'Athènes, il a étudié plusieurs arts scéniques jusqu'en 1986 : danse contemporaine, école de danse expérimentale La MaMa à New York, butō japonais,.
À partir des années 1980, il travaille également pour des magazines gays et publie des bandes dessinées homosexuelles,. De retour en Grèce en 1986, il fonde une troupe de danse à Athènes, Omáda Edáfous (Ομάδα Εδάφους).
Il est choisi par le comité d'organisation des jeux athéniens en 2001. Il a placé la cérémonie d'ouverture sous le signe du dieu grec Apollon et des arts grecs. La cérémonie de clôture faisait la part belle au dieu Dionysos avec, au début, l'amoncellement des nourritures traditionnelles du pays, puis la fête et le concert final.

## Prix Europe pour le Théâtre - Premio Europa per il Teatro
En 2017, il reçoit un Prix Spécial du XIVe Prix Europe Réalités Théâtrales, à Rome, décerné par le Président du Jury et le Prix Europe pour le théâtre, avec cette motivation :
Dans le cadre du Prix Europe Réalités Théâtrales, un Prix Spécial s’impose cette année à Dimítris Papaïoánnou. Performeur, metteur en scène, chorégraphe et artiste visuel, avec ses créations il a atteint les sommets les plus hauts du théâtre international. De la fin des années 80 jusqu’à aujourd’hui, au cours d’une riche carrière, Papaïoánnou a su offrir, en Grèce et dans le reste du monde, une vaste contribution au théâtre contemporain, aux arts visuels, à la danse et à d’autres formes de performances artistiques. Son théâtre est ‘total’, avec une maturité expressive évidente, et il offre à la scène une capacité parfaite de signification dans laquelle les corps, les objets, les costumes et toute la machine scénique se transforment en signes visuels changeants, les signes visuels en événements, les événements en narrations et émotions. Avec ces capacités, Dimítris Papaïoánnou peut tout raconter – le mythe, l’histoire, l’affectivité, la condition de l’homme contemporain, la surmodernité – et le rendre inoubliable.